# Mistrzostwa Świata w Gimnastyce Sportowej 2007
40. Mistrzostwa Świata w Gimnastyce Sportowej rozegrano w dniach 1–9 września 2007 w Stuttgarcie. Stanowiły one zarazem kwalifikację do letnich igrzysk olimpijskich w Pekinie.
Reprezentacja Polski :
- kobiety : Monika Frandofert (TS Wisła Kraków),  Katarzyna Jurkowska (TS Wisła Kraków), Joanna Litewka (KS Korona Kraków), Marta Pihan (MKS Kusy Szczecin), Paula Plichta (TGS Olsztyn), Sara Szczawińska (MKS Pałac Młodzieży Katowice),
- mężczyźni : Leszek Blanik (AZS AWFiS Gdańsk), Kamil Hulbój (AZS AWFiS Gdańsk), Krzysztof Muchorski (AZS AWFiS Gdańsk).

## Medaliści

### Mężczyźni
złoto
Leszek Blanik – skok